# Pass de Barna
Der Pass de Barna ist ein Saumpass in der Tambogruppe in den Lepontinischen Alpen, der über den südlichen Alpenhauptkamm führt. Auf der Passhöhe verläuft die Grenze zwischen Italien und der Schweiz. Der Pass verbindet die Gemeinde Mesocco im Kanton Graubünden mit Campodolcino im Val San Giacomo in Italien. Der Pass liegt am alpinen Höhenweg Via Alta Spluga.
Auf der italienischen Seite befindet sich auf 2575 m das Bivacco Cà Bianca CAI, das als Unterkunft auf der Via Alta Val Spluga dient.

## Weblink
- Hikr.org: Bivacco Cà Bianca